# Ksenija Turčić
Ksenija Turčić (Zagreb, 1963.), hrvatska slikarica i multimedijalna umjetnica. Djeluje kao slikarica, multimedijalna umjetnica, autorica umjetničkih instalacija, videoinstalacija, urbanih intervencija i dr. U svom radu bavi se istraživanjem slikarstva gdje tematski rješava razmatranje slike kao elementa prostora, slike - objekta i prostorne instalacije.  

## Životopis
Ksenija Turčić rodila se u Zagrebu 1963. Diplomirala je slikarstvo na Akademiji likovnih umjetnosti u Zagrebu, u klasi profesora Ferdinanda Kulmera. Završila je Corso Superiore di Arte Visiva u organizaciji Fondazione Antonio Ratti, pod vodstvom Josepha Kosutha, u Comu 1995. Od 1988. godine do danas izlaže na brojnim samostalnim i skupnim izložbama, kustoskim projektima i festivalima u Hrvatskoj i inozemstvu, natječajnog i pozivnog karaktera. Izlagala je na brojnim samostalnim i skupnim izložbama u zemlji i inozemstvu. Dobitnica je više nagrada i studijskih boravaka u inozemstvu. 
Za svoj umjetnički rad dobitnica je značajnih nagrada kao: Grand Prix 20. salona mladih u Zagrebu (1988.), Nagrada Međunarodnog natječaja Artists Against Hostility to Foreigners u Grazu, Austrija (1993.), Nagrada Umjetničkog festivala u Mainzu u Njemačkoj (1999.); Velika nagrada 5. zagorskog salona u Krapini (2000.), Godišnja Vjesnikova nagrada za likovnu umjetnost "Josip Račić" (2001.), Zagreb, Nagrada «Samostalna izložba», 25. Slavonski biennale, Muzej likovnih umjetnosti, Osijek. Njezini radovi se nalaze u zbirkama Muzeja suvremene umjetnosti u Zagrebu, Locaton One Gallery u New Yorku i Galeriji Dante Marino Cettina u Umagu.
Kao umjetnica bivala je na studijskim boravcima u zemlji i inozemstvu: 1995. Corso Superiore di Arte Visiva, Como, Italija, organizacija: Fondazione Antonio Ratti, voditelj specijalizacije prof. Joseph Kosuth, 2000. District of Columbia Arts Center, Washington DC, SAD; Čimelice, Češka Republlika, 2000. Location One, New York, SAD, 2005. Sence in Place, Site - actions International Europe u organizaciji University of Wales Institute Cardiff, Velika Britanija.
Djela joj se nalaze u zbirkama Muzeja suvremenih umjetnosti, Zagreb; Location One, New York, NY; Galerija Dante Marino Cettina, Umag; Galerija Vladimir Bužančič, Zagreb.
Živi i radi u Zagrebu kao mentorica na Slikarskom odsjeku Akademije likovnih umjetnosti u Zagrebu.

## Stvaralaštvo
Prvotno nastupa s minimalističkim i geometrijskim temama uvažavajući prostorne datosti i relativizirajući slikarske perspektive, izražava se uz slikarski medij i u različitim materijalima (od 1988. do 1998.) pa postupno u prostornim instalacijama uvodi video ekrane (od 1998. do danas). Umjetničko istraživanje tematizira kroz medijsko ispitivanje slikarstva kao mentalne iluzije prostora do mentalnih i emotivnih percepcija ljudske prirode gdje preispituje položaj pojedinca u osobnim i socijalnim odnosima. 
Unutar istraživanja percepcije prostora nastale su i ambijentalne instalacije od dvostranih slika na platnu kao što su Intimni naslov: Fin de siècle (1991.), Expiatio (1993.); Do ut des (1995.), Statum Materiae (1996.) i Ovum (1998.) nastaju kao već oblikovana prostorno specifična djela od eksperimentalnih materijala, a unutar istraživačkog ciklusa naglašavajući prostor kao neodvojiv u interakciji čovjeka, kretanja i djela (ideje). Primjenom različitih materijala u oblikovanju prostornih “slika” koje su nastajale korištenjem stakla i zrcala u transparentnoj formi instalacije obilježila je svoje bivanje na hrvatskoj umjetničkoj sceni od kraja osamdesetih do devedesetih godina 20. stoljeća. Transparentnost i zrcaljenje materijala dovelo je do otkrivanja vlastitog izraza da se polje nastalih umjetničkih instalacija uz prisutnost gledatelja/promatrača zaokružuje u cjelinu – zvukom, pokretom i događajem – jer se okolina ogleda u umjetničkom radu, pa samim time i postaje vezivno tkivo tog rada.

#### Sunt Lacrimae Rerum?[2]
Što se tiče cjelokupnog stvaralaštva Ksenije Turčić početkom devedesetih umjetnica se realizirala kroz umjetnost ambijenta izlažući radove diljem Hrvatske, ali i svijeta. Prekretnica je rad Sunt Lacrimae Rerum?, 1998., koji je bio predstavljen u Galeriji Miroslav Kraljević u Zagrebu u obliku video i zvučne instalacije. Kombinirajući ispitivanje perspektive i građenja prostora plohama, ovaj puta prikazanima putem videa umjetnica se ovim radom prvi puta okušava u tehnici novih medija. Još je jedan aspekt značajan za ovaj rad, a to je po Sandri Križić Roban, otvaranje prostora emocijama. Naime, kapanje vode na ogledalo gledatelja asocira na suze. 

#### Out of Focus
Nova faza započinje interaktivnom video-instalacijom Ljubavnica, 2002., video-radovima Anđeo i Krug, te kompjuterski generiranim video-radovima  Ja volim sebe, 2003. i SMS, 2003. Ovaj ciklus radova prvi je puta predstavljen na samostalnoj izložbi Out of Focus u Muzeju suvremene umjetnosti u Zagrebu krajem 2003. i početkom 2004. godine. Sam naziv izložbe proizlazi iz tema o kojima se ne može objektivno razmišljati dok ih se osobno proživljava, već nakon što je čovjek proživio neko iskustvo u životu, može ga racionalno poimiti s vremenskim i emotivnim odmakom. Katalog izložbe je oblikovan kao kopija VHS kasete.

#### Ljubavnica[4]
Ljubavnica, čiju ulogu glumi sama autorica, ideal je osobe stvorene za današnjeg čovjeka kojemu samo daje, a ništa ne traži zauzvrat. Posjetitelj, govoreći u mikrofon aktivira video u kojemu u ljubavnica iskazuje po jednu od osamdesetak inspirativnih poruka koje blagotvorno djeluju na ego posjetitelja, kao što je npr. Danas tvoje oči svijetle drugačije.

#### Anđeo
Rad Anđeo kombinacija je dvije projekcije koje teku simultano, obiteljskog filmskog zapisa snimljenoga u djetinjstvu umjetnice prikazujući idealističke slike proslave dječjeg rođendana, odmora na moru i na snijegu, te video-rad većega formata koji prikazuje djevojčicu u onom istom krajoliku zagrebačkoga predgrađa koja korača prema kameri povećavajući dimenzije figure. Nakon toga djevojčica razgovara s terapeutom, no to zvuči kao govor svemirca jer je snimljeni razgovor reproduciran unazad kako se ne bi otkrio smisao razgovora. 

#### Krug
Četiri muškarca i četiri žene međusobno komuniciraju u parovima u svim mogućim međusobnim kombinacijama, te ne pronalaze razlog za opstanak niti u jednoj od njih. Ova crno-bijela igra sparivanja, pod nazivom Krug izmjenjuje se kao što se vrte sličice na jednorukom Jacku, dok se ne prestanu vrtiti u iščekivanju zgoditka, i tada zastanu na čas i izmjenjuju nježnosti, ali tada shvate da to nije bila dobitna kombinacija i kreću dalje. Sve je to projecirano na dva susjedna zida koji su postavljeni pod kutom od devedeset stupnjeva. Tako je moguće da se istovremeno na obje projekcije pojavi ista osoba u paru s drugim partnerima. Umjetnica ovim radom aludira na adolescentsko doba u kojemu mladi ljudi traže sebe kroz niz veza u kojima se međusobno vežu s većim dijelom, ako već ne sa svim, pripadnicima suprotnoga spola unutar neke prijateljske skupine mladih. 

#### SMS
Video SMS niz je osobnih poruka koje je umjetnica primala dok je bila u vezi s muškarcem čiji identitet se ne otkriva. Tekst poruka prikazuje se na ekranu popraćen prigodnim ilustracijama i vizualizacijama izvedenim uz pomoć digitalne tehnologije. Svaka poruka sadrži i vrijeme i datum kada je primljena. Sadržaj poruka uglavnom je laskanje muškarca, dok se u posljednjoj poruci on ispričava da je postao otac i da umjetnici želi saopćiti prije nego ona to čuje od drugih. 

#### Ja volim sebe
Ksenija Turčić ovim radom željela je naglasiti kako je najteže voljeti sebe te ona samu sebe nagovara prakticirajući nešto poput autogenog treninga.

#### Pušenje
Video-uratkom Pušenje, 2004., izloženom na istoimenoj izložbi u Galeriji Galženica, umjetnica na vidjelo iznosi svoju ovisnost. Izvodeći samu radnju pušenja, kao da nas podsjeća na kulturnu povijest ove pojave u društvu. Po riječima Branka Franceschija, prije smatrana navikom, danas se kategorizira kao ovisnost, globalno prokazna aktivnost s reputacijom tihoga ubojice. Zagovornici pušenja pak smatraju da je kampanja protiv pušenja i stigmatiziranje pušača prodiranje u njihovu privatnost i njihovo pravo izbora. U samome videu autorica snima sebe kako puši, prenaglašeno uvlačeći i ispuhujući dim koji izlazeći iz njezinih dišnih puteva postaje nadnaravan, te u posljednjem trenutku figura žene u njemu nestaje. To bi se moglo objasniti kao proces samouništenja u kojemu čovjek polako sebe dokida dok potpuno ne nestane. Efekt dima dorađen je digitalnim animacijama. Video-uradak prati i tekst izložen na zidovima, koji je upotrijebljen na tradicionalan način, ali svojim značenjem parira videu. Niz je to kratkih vinjeta, epizoda iz života umjetnice i anegdota vezanih za pušenje, kao iskazi tragikomičnih i ponižavajućih iskustava autorice, izgubljene i nemoćne u samouništavajućim slabostima svojega poroka.

### Nagrade i priznanja:
1988. Grand Prix 20. salona mladih u Zagrebu 
1993. Nagrada Međunarodnog natječaja Artists Against Hostility to Foreigners u Grazu, Austrija 
1999. Nagrada Umjetničkog festivala u Mainzu u Njemačkoj 
2000. Velika nagrada 5. zagorskog salona u Krapini 
2001. Godišnja Vjesnikova nagrada za likovnu umjetnost "Josip Račić", Zagreb
2003. Nagrada « Samostalna izložba», 25. Slavonski biennale, Muzej likovnih umjetnosti, Osijek

### Seminari, stipendije, studijski boravci:
1995. Corso Superiore di Arte Visiva, Como, Italija, organizacija: Fondazione Antonio Ratti, voditelj specijalizacije prof. Joseph Kosuth
2000. District of Columbia Arts Center, Washington DC, SAD
2001. Čimelice, Češka Republlika
2001. Location One, New York, SAD
2005. Sence in Place, Site - actions International Europe u organizaciji
2005. University of Wales Institute Cardiff, Velika Britanija

## Izložbe

### Samostalne izložbe (odabir)
1991. Fin de siècle, Galerija Proširenih medija, Zagreb
1993. Expiatio, Galerija Studentskog centra, Zagreb
1995. Do Ut des, Studio Muzeja suvremene umjetnosti, Zagreb
1996. Feng Shui, Studio Muzeja suvremene umjetnosti, Zagreb
1997. Vrt, Galerija Zvonimir, Zagreb
1998. Ovum, Umjetnički klub Popek, Krško, Slovenija
Sunt lacrimae rerum?, Galerija Miroslav Kraljević, Zagreb
2000. Slow Motion, Galerija Proširenih medija, Zagreb
2002. Ljubavnica, Galerija Dante Marino Cettina, Umag
Razgovori, Umjetnička galerija, Dubrovnik
2003. Out of focus, Muzej suvremene umjetnosti, Zagreb
2004. Pušenje, Galerija Galženica, Velika Gorica
2007. U tuđoj koži, Galerija Bačva, HDLU, Zagreb
2011. Istinite priče, Gliptoteka HAZU, Zagreb
2012. Pušenje, Galerija ALU, Zagreb
2013. Kuća, Galerija Ružić, Slavonski Brod
2014. Kuća, Galerija Forum, Zagreb
2016. Sjena, Galerija Vladimir Bužančić, Zagreb
Joie de vivre, Galerija AŽ, Zagreb
2017. Procjepi, Zbirka Richter, MSU, Zagreb
2018. Kaleidoskop, Umjetnički paviljon, Zagreb
Iconophilia, Muzej likovnih umjetnosti, Osijek
2019. Iconophila glow, Galerija 90-60-90, Pogon Jedinstvo, Zagreb
2021. Kaleidoskop, grafička mapa, Galerija Josip Račić, NMMU, Zagreb
2022. Kaleidoskop, grafička mapa, Izložbeni salon palače Sermage, Gradski muzej, Varaždin; Galerija umjetnina, Split
2023. Vidljive, Muzej suvremene umjetnosti, Zagreb

### Skupne izložbe (izbor) i akcije
1988. XX. salon mladih, Umjetnički paviljon, Zagreb
1989. Umjetnost i geometrija, Palača Milesi, Split
1990. XXV. zagrebački salon, Umjetnički paviljon, Zagreb
1990. XXII. salon mladih, Umjetnički paviljon, Zagreb
1992. Teritorij, Gliptoteka, Zagreb
1993. Artist against Hostility to Foreigners, Graz, Austrija
1994. Nova hrvatska umjetnost, Moderna galerija, Zagreb
1995. Strah, Muzej suvremene umjetnosti, Dom HDLU, Zagreb
Corso superiore – gostujući profesor Joseph Kosuth, Fondazione A.Ratti, Como, Italija
1996. T.EST, Galerija suvremene umjetnosti, Zagreb
1997. Mala zemlja, Muzej suvremene umjetnosti, Zagreb
XIX biennale pour les pays de la Mediterranée, Alexandria, Egipat
1998. Art conterporain Croatie, Mairie du VIe Salle des Fętes, Palace Saint-Sulpice, Pariz
1999. Art in Mainz, City Festival, Mainz
2000. Ambience 90, Collegium artisticum, Sarajevo
Tandem project, DCAC, Washington, SAD
Artists in Residency, Cimelice, Češka Republika
2001. 6. zagorski salon, Krapina
Ispričati priču, Muzej suvremene umjetnosti, Zagreb
2002. 36. zagrebački salon, HDLU, Zagreb
20 godina PM-a, HDLU, Zagreb
Monokromi, Umjetnički paviljon, Zagreb
2003. Svjetlo, HDLU, Zagreb
Peripheries, La Chambre Blance, Quebec, Kanada
2004. Sexy, 44. porečki anale, Poreč
Cosmopolis, Thessaloniky, Grčka
Ja u prvom licu, Dom HDLU, Zagreb
2005. 17. triennale hrvatskog slikarstva, Narodni Muzej Zadar, Plavi salon, Zadar
Sence in place, Site-ations International Europe, Cardiff, Velika Britanija
INSERT, Muzej suvremene umjetnosti, Zagreb
1:1, Dom HDLU, Zagreb
Body.City – Croatian perspective, The Doors Art Fondation, New York, USA
2009. Gledati druge, Umjetnički paviljon, Zagreb
2011. Od kipa do ispovijedi / autoportret - biografija, Klovićevi dvori, Zagreb
2012. Slika od zvuka, Pogon Jedinstvo, Zagreb
T-HT nagrada at MSU.HR, Muzej suvremene umjetnosti, Zagreb
2013. 38. Splitski salon, HULU, Split
2014. Smrt- početak kraja ili kraj početka, Galerija Lauba,Zagrebi festival, Zagreb
Inhibiting the World, Main Exhibition, Busan Biennale, Busan, Južna Koreja
2016. Između života i umjetničkog djela, Galerija VB, Zagreb; Galerija Kazamat, Osijek; Galerija Makina, Pula
Granice vidljivosti / Borders of visibility, 25. Slavonski biennale, Muzej likovnih umjetnosti, Osijek
2018. Femininologija, Galerija Kurija, Sesvete, Zagreb
Okruženju usprkos, Dom hrvatskih likovnih umjetnika, Zagreb
2019. Femininologija Nives K-K, Galerija VB, Zagreb
Kolekcija za budućnost / Akvizicije 2009. – 2019., Muzej suvremene umjetnosti, Zagreb
Vizije grada – Ikonografija grada II, Moderna galerija, Zagreb
2020. Kolekcija suvremene umjetnosti Marino Cettina, MSUI, Pula
Zagreb grad umjetnica, djela hrvatskih umjetnica od kraja 19. do 21. stoljeća, Umjetnički paviljon, Zagreb
2021. Zagabria, la città delle artiste, Civico Museo Revoltella, Galleria d’arte moderna Trst, Italija
2023. Vidljive / The Visible Ones, Zagreb, Muzej suvremene umjetnosti

### Akcije:
1997. Ženska soba – akcija ženske grupe Electra, Baletna škola, Zagreb
1999. Madamme Zelda - performance u sklopu emisije Transfer, HRT, Zagreb
2000. Samo za tvoje oči – akcija ženske grupe Electra, Frankopanska ulica, Zagreb
International forum for feminist theory and art, Dubrovnik
2002. Video-galerija, Cvjetni trg, Zagreb
Reverse it, plesni performance, PS 122, New York, USA
2009. Dvoboj, happening, Atelier Ivana Kožarića, MSU, Zagreb

### Katalozi izložbi:
Janković, Radmila Iva: Gledati druge/ Looking at others. Zagreb: Umjetnički paviljon, 2009.
Banov, Ive Šimat: Od kipa do ispovijedi. Zagreb: Muzejsko galerijski centar, 2011.
Roban, Sandra Križić; Turčić, Ksenija: Istinite priče. Zagreb: Gliptoteka HAZU, 2011.
Littvay, Korana; Turčić, Ksenija: Pušenje. Zagreb: Akademija likovnih umjetnosti, 2013.
Maračić, Antun; Turčić, Ksenija: Kuća. Zagreb: Galerija Forum, Kulturno informativni centar, 2014.
Kaeppelin, Olivier: Main ehibition Inhabiting The World – Busan Biennale. Korea, Busan, 2014.

### Stručne knjige:
Banov, Ive Šimat: Hrvatsko kiparstvo od 1950 do danas. Zagreb: Naklada Ljevak d.o.o., 2013.
Roban, Sandra križić: Hrvatsko slikarstvo od 1945 do danas. Zagreb: Naklada Ljevak d.o.o., 2013.
Kovač, Leonida: Tubingenska kutija, Eseji o vizualnoj kulturi i bio politici. Zagreb: Izdanja Antibarbarus, 2013.
Marjanić, Suzana: Kronotop hrvatskog performansa od Travelersa do danas. Zagreb: Institut za etnologiju i folkloristiku, Bijeli val, 2014.
Više autora: Leksikon hrvatske umjetnosti. Zagreb: Leksikografski zavod Hrvatske, 2014.
Janković, Radmila Iva: Unutra, prema van/ Inside Out. Zagreb: HS AICA DURIEUX, 2016.
Šimunović, Ružica: Tijelo u dijalogu, Ženske performativne prakse u Hrvatskoj. Zagreb: HS AICA DURIEUX, 2016.
Golub, Marko: Kritička kartografija, tekstovi o suvremenoj umjetnosti i dizajnu. Zagreb: HS AICA DURIEX, 2016.
Purgar, Krešimir: Kritika / teorija / pojmovi u novoj hrvatskoj umjetnosti. Zagreb: Art magazin Kontura d.o.o., 2017.
Maračić, Antun: Pro i protiv. Zagreb: HS AICA DURIEUX 2020.

### Izbor iz časopisa:
Kipke, Željko: Ženski teritorij, Slobodna Dalmacija, 19.10.1992
Kipke, Željko: Iluzijom protiv iluzije, Slobodna Dalmacija 27.5. 1993., str. 14
Quien, Enes: Sfinga ezoterijskih mudrosti, Kontura, br.17/18, ljeto 1993, str. 37
Janković, Radmila Iva: Ksenija Turčić, Kontura, br. 39/40, rujan/listopad 1995., str. 52
Beroš, Nada: Kuća s rupom, Vijenac, br.67-68/IV, 25. 7. 1996., str. 19
Župan, Ivica: Implozija, produbljenje prostora, Slobodna Dalmacija, 4.6.1997., str.40
Župan, Ivica: Prostor spiritualnoga, INA, 7.6. 1997., str. 23
Mandić, Jelena: Kontinuirani ženski dijalog, Novi list, 17.3. 1998., str. 16
Pevec, Agata: Kultura svega ali ničesar, Obzornik, 1998.,str. 29
Župan, Ivica: Prerana proljeća – Likovna kronika, Kolo, br.3 / jesen 1998., str. 401-419 (408-409)
Špoljar, Marijan: Usloženi prostori Ksenije Turčić, Zarez, br. II/27, 16. 3. 2000., str.3
Janković, Iva Radmila: Feminizam s mnoštvom lica, Zarez, II/41, 26. 10. 2000., str.21
Ratkovčić, Rosana: Festival s brojnom publikom, Zarez, br. III/47, 18.01.2001.
Trbuljak, Goran: Art Dossier; Iza oka, u imaginarnom prostoru duše, Globus, Br. 536, 16.03. 2001., str. 65
Carl, Katherine: Re- Alingnings? A making in the Southeastern European Environs of Manifesta 3, Art Criticism Volume 18 No2, New York, NY, spring 2001.
Jovetić, Goran: Međunarodni umjetnički dijalog, Vjesnik, 24., 25. I 26. 12. 2001., str. 17
Lendvaj, Ana: Od slike do psihe, Večernji list, 31.12.2001. – 1.1. 2002., str. 15
Franić, Nives: Uzdizanje semiotičkoga u simboličkome, Glas Istre, 13.08.2002., str.28
Galjača, Marko: Videoinstalacije Ksenije Turčić, Dubrovački list, 2.10.2002., str.47
Vrekalo, Nikolina: Emocionalno iskustvo na ekranu, Vjesnik, 20.12.2003.
Križić Roban, Sandra: Autobiografsko izoštravanje Ksenije Turčić, Nedjeljni vjesnik, 4.01.2004., str.18
Majcen, Olga: Ksenija Turčić: Out of Focus, URL: http://www.htnet.hr/vijesti/kultura/page/2004/01/02/0091006.html
Topić, Leila: Između globalnog i lokalnog, Vjesnik, 10. siječnja 2005., str. 15
Sukman, Rachel: Asia's Big Biennails in Korea and Taiwan, Seoul, Busan, Gwangju, and Taipei: Busan Biennale. Izrael, Tel Aviv: Terminal, Center for Visual Art, 2015.